# 堂島大吾
堂島大吾（どうじま だいご）は、セガのアクションゲーム「龍が如くシリーズ」に登場する架空の人物。
担当声優は徳重聡。

## 概要
堂島組組長・堂島宗兵と弥生の息子で、堂島組若衆時代においての桐生一馬の舎弟。背中の刺青は不動明王。
髪型は『2』ではウルフカット、『3』以降はオールバック、服装は『0』では蝶ネクタイにサスペンダーといったお坊ちゃんスタイル、『2』では白のダウンジャケットにシルバーアクセサリーとジーンズといった装い、『3』以降は基本的に黒のスーツを着用している。また、『5』では極秘の単独行動のため、黒い帽子にサングラスとマスクを着用し、変装している。
『0』では12歳の少年として登場し、父親の威光や組の看板を利用して年上に対しても横柄な態度を取るが、その反面では同世代の友達が作れないことに悩みを抱えるなどの子供らしい一面も見せる。また、ポケサースタジアムに自身の優勝トロフィーが飾ってあるなどのポケサーとしての腕前も高いことが窺える。
剛直な気性から人望が厚く、桐生からも信頼されており、「3」以降は落ち着いた雰囲気になっている。そのため他の組織から見下されることもあるが、やるときはやるというスタンスを持っており、東城会を裏切った新藤やマフィアを容赦なく射殺している。また東城会随一の武闘派を父に持つだけの腕っ節の強さと卓越した銃の腕前を持つ。
戦闘では力強い打撃と相手の攻撃を受け止めて繰り出す投げ技を用い、『極2』では宇佐美勇太に似た格闘スタイルで戦う。
『7』ではデリバリーヘルプのキャストとしても登場し、敵全体に確率で極技封印状態を付与させる効果を持つ攻撃を放つ「極道たちの挽歌」という技を使う。

## 劇中での活躍

### 本シリーズ

#### 龍が如く0 誓いの場所
『0』では11歳。桐生のサブストーリーに登場し、桐生をバッティングセンターに呼び出して色々と振り回すが、その道中で金目当てで近づいていた取り巻きに拉致されるも桐生に助けられる。その後、自分を危険な目に遭わせた取り巻きに制裁を食らわす様に桐生に命令したが直後に彼に叱られて今の自分の性格を反省し、最終的には改めて自分自身を変えることを誓って桐生と別れた。

#### 龍が如く2
『2（極2）』では29歳。憧れていた桐生に父が殺されたと思い込み、自棄を起こした末に郷田龍司の策略に嵌り、銃刀法違反で逮捕されて5年間服役する。出所後は弱小となった東城会に絶望し、神室町で飲んだくれていたが、桐生と再会し拳を交えたことがきっかけで東城会を立て直すために共に行動する。その後、未熟な面が多々見られたものの、郷龍会神室町侵攻の際には東城会組員を纏めて先導し、六代目会長の座を任せられる器として桐生に認められた。

#### 龍が如く3
『3』では32歳。東城会六代目会長となり、頭髪をオールバックにしたことで風格も溢れ、桐生に対しても敬語を使うようになる。冒頭で沖縄の土地買収を巡ってリチャードソンに銃撃され、重傷を負って意識不明となってしまう。終盤では峯に連れ去られたものの、桐生が峯を倒した後に意識を取り戻し、桐生と峯に銃を向けるリチャードソンを隙を見て撃つことで負傷させた。

#### 龍が如く4 伝説を継ぐもの
『4』では33歳。傷も癒え、度重なる抗争と跡目騒動で崩壊寸前にまで追い込まれた東城会を立て直すために莫大な収益を期待できる神室町ヒルズの建設を最重要案件として行動するが、3万人もの組員を抱える大組織を立て直すことは容易ではなく、大恩ある真島を警察に引き渡すという苦渋の決断までもしなければならない程に追い詰められる。また、宗像との取引の裏では密かに城戸と通じており、彼を通じて形勢逆転を図ろうとしたが、新井により阻止される。その後、東城会立て直しのために1000億円を巡ってミレニアムタワーで城戸と共に新井と対峙した際は大組織を支え続ける苦しさを吐露する。その直後に秋山、冴島、谷村、桐生の4人が現れ、東城会六代目を押し付けた責任は自分にあると発言する桐生と対峙する。桐生自身のケジメと「東城会の代紋の重さを教えてやる」という意志により戦うことになるが、大吾もまた桐生と再び戦える事が嬉しいという本音を語りつつ激突。変わらぬ強さを誇る桐生に死闘の末に敗北し、改めて桐生の強さを認めて和解した。事件後には真島も釈放されてかつての東城会を知る冴島大河を東城会直系として迎え入れることで新たな再生を目指して歩み出す。

#### 龍が如く5 夢、叶えし者
『5』では36歳。今作では冷静沈着かつ頭脳明晰な面も見られるようになり、また神室西高校時代は学年1位であった程の成績優秀者であったが、同級生の品田の野球人生を守るために喧嘩騒動を起こし、最終的には少年院に入って退学したことが判明した。東城会を立て直すために組織の若返りを図った後、東城会内部の裏切り者（黒澤一派との内通者）の存在を察知し、真島と相談して膿を一掃するいい機会と捉えて敢えて泳がし、自身は近江連合との抗争に備えて山笠組と五分の盃を交わすべく、福岡に向かう。その後、山笠組組長の斑目と会談した後に自分の命が狙われていることを想定した上での行動を起こすために桐生のタクシーに乗車し、東城会の状況を聞かせて茨の道を歩き続ける覚悟を吐露した後に行方を晦ます。その後は事件の真相を探るために名古屋に赴き、素顔を隠して品田と出会い野球賭博の調査を約2000万で依頼し、後に事件の裏を掴んで黒幕を追おうとする品田を止めるために品田と激突したが、結局は彼の意志の強さに負けを認めて共に神室町へ向かう。その後、神室町で黒幕である黒澤を追い詰めたところを金井に撃たれて重傷を負うも一命を取り留め、最終決戦時には同じく撃たれた勝矢と共に冴島達を助けにミレニアムタワーの屋上に現れて黒澤を無力化させた。

#### 龍が如く6 命の詩。
『6』では40歳。中国系マフィア「祭汪会」や巌見造船の社長である巌見恒雄と密かに手を組んでいた相談役の菅井の策略によって真島と共に警察に逮捕される。終盤では桐生の計らいによって釈放され、東城会本部に戻る途中で桐生が残していった手紙を読んだことで陽銘連合会と戦争をしないという決断を下し、逆に陽銘連合会と五分の盃を交わす計画を立てる。

#### 龍が如く7 光と闇の行方
『7』では43歳。東京都知事と警察による『神室町3K作戦』によって東城会の全ての組織が摘発され、神室町からの撤退を余儀なくされた。しかし、それは暴対法を盾に政治家や警察が意のままに極道を操る現状と「極道の未来」を危惧し、八代目近江連合若頭・渡瀬との同調により、近江連合と東城会を同時解散させる事によって、彼らの思惑を壊す事が目的だった。三次団体で古参の荒川組組長・荒川真澄からのリークにより、『神室町3K作戦』実行前にその情報を既にキャッチし、情報漏洩を了承した上で、東城会の神室町撤退と荒川に近江連合の内部取り崩しを極秘に行ってもらうため、「東城会の裏切り者」を演じて貰い、逆にそれらを利用する事で作戦実行と成功を目的していた。しかし、同時期に渡瀬が組員の「使用者責任」の罪で逮捕され2年間服役する事になり、その間、神室町にて多くの物件を所有し、経営していたニック・尾形の協力の下、真島・冴島らと共に身を隠していた。結果的に、渡瀬の出所祝いの席で解散宣言することに成功して同時解散宣言は実現した。宣言直後、反対派の近江連合残党から、報復を受けたが、乱闘の最中、反対派残党の1人が渡瀬に襲いかかろうとしたところに桐生が止めに入った。荒川、真島、冴島、桐生、春日達らの協力で乱闘沈静後、渡瀬、真島、冴島、桐生らと共に部屋を後にし、渡瀬と共に大阪府警に解散届けを提出した。その後は、近江連合・東城会の受け皿として、渡瀬と共に、大阪・蒼天堀にて警備会社を立ち上げ、真島、冴島らも共に活動している。エンディングでは荒川親子のお別れの会にも出席している。

#### 龍が如く7外伝 名を消した男
突如現れた桐生の名を呼ぶが、渡瀬から「あんたらに呼ばれる名前を持っとらん」と止められたことで事情を察する。その後、解散を阻止しようと近江の本部へ辿り着いた渡瀬組若頭補佐・獅子堂康生が近江の組員に桐生や渡瀬を始末するよう呼びかけたことで囲まれてしまい、なんとか獅子堂を黙らせようとするが、桐生に気が済むまで言わせてやれと制止される。そして、事を穏便に済ませようとした自身のことを臆病者と卑下するが、「二大極道組織に幕を引く計画なんて臆病者には思いつけない」という桐生なりの励ましの言葉を聞いたことで奮起し、彼らを真正面から倒すことを決意する。そして見事鎮圧させ、本部を後にした。

#### 龍が如く8
2023年で47歳になった。近江連合・東城会による大解散後、「元暴5年条項」の制限打破と、元極道たちの受け皿として大阪の蒼天堀で警備会社を設立した。元極道と言う肩書がある為、それらが障害とならないよう対策をし、当初はうまく立ち回れることが出来、新規顧客も掴み経営も順調に行っていた。設立から１年後、告発系動画「多々良チャンネル」により、社員が元極道であること、また設立の障害とならないよう、近江連合・東城会のありとあらゆるコネを使いマスコミや役所にも手を回していたことが暴露され公にされてしまった。反論しようにも「明かされたことが全て事実」だったため一切反論する事も出来ず、それらが発端で顧客も徐々に離れ経営も困難に陥った。更に社員たちからは「東城会復活による極道復帰」を望む声も上がり出し会社内部もガタガタ。結果的に経営不振が加速して倒産となった。元極道たちに東城会復活の夢を抱かれ、カタギからは会社設立の経緯を叩かれることになり、内と外から追い詰められる立場になり、「表舞台」に居てはいけないと、真島吾朗・冴島大河と共に辺鄙な田舎に身を引き、海辺の掘っ立て小屋で身を潜めるようにひっそりと暮らしていた。そこへ桐生が現れ自身の病気と親の遺志を引き継ぐべく奮闘していた、元荒川組若頭・沢城への協力を懇願してきたが、自分たちの置かれた状況から受け入れを拒否。それに対して桐生が「責任から逃げる大吾たちをアテにしたのが間違いだった」と軽蔑したことで自身の考えを踏みにじられたと逆上。しかし桐生から「他人の人生を狂わせる事か、失敗する事か、どちらにせよ怖がって逃げているだけ」と弱腰になっている事を追及され反論出来なかった。その後、桐生に言われた事で改心。一緒に後始末をしようと海老名との最終決戦に臨むためミレニアムタワーに向かった桐生達の下に駆け付け共に撃退。真島・冴島共に往年の井出立ちだったが、本人は黒の革ジャン、白Tシャツに、黒ズボンに、黒靴と言う井出立ち。

#### 龍が如く ONLINE
『ONLINE』では42歳。警察による『神室町浄化作戦』によって東城会のほぼ全ての組織が一斉摘発された事で未だかつてない資金難に陥り、立て直しに奔走するも、その矢先に自身も再び警察に逮捕され、それが決定打となる形で東城会は実質的に壊滅状態となってしまう。キャラストーリーでは過去のエピソードで登場し、六代目就任直後の話が描かれている。自身に不満を抱く直系組長の佐々木や東城会に復帰したのにもかかわらず自由奔放に暴れ回る真島に頭を悩ませていた。ある日の事、真島が自身を殺そうとした佐々木に独断で制裁を下していた場面を目撃し、真島のやり方に異を唱える真島との直接対決に応じる。最終的には真島が自身を認め、佐々木の謀反も宥恕にする事で収束した。

### 外伝シリーズ

#### 龍が如く OF THE END
2011年4月（当時34歳）に『3』や『4』の騒動で弱体化した東城会の再建に向けて必死に尽力しており、真島組が建設責任を持つ「神室町ヒルズ」の竣工セレモニーの出席中に突如としてゾンビの襲撃に遭い、ショットガンを用いて真島と共にゾンビ達を退けるが、幹部や一般人達と共にショッピングモールへ避難を余儀なくされる。その後、近江連合会長との会談や生き残った人達をまとめたりして東城会の威信を見せ、最後には真島をも圧倒する貫禄を見せる。その後は桐生に伝説の武器屋であるガンスミスの居場所を教え、賽の河原を守りに行った。事件終結後は安住と共に神室町ヒルズの再建に姿を見せる。
真島のサブストーリーでは、ヒルズにゾンビが紛れ込んでいるとの情報を真島に伝えるが、カップルを装ってゾンビを誘き出す作戦を考案した真島によって女装をさせられる羽目になる。最終的にゾンビ達は掃討され、騒動終了後は真島に忠告しつつ半ば強引に口止め料を押し付けた。